# サザン (列車運行会社)

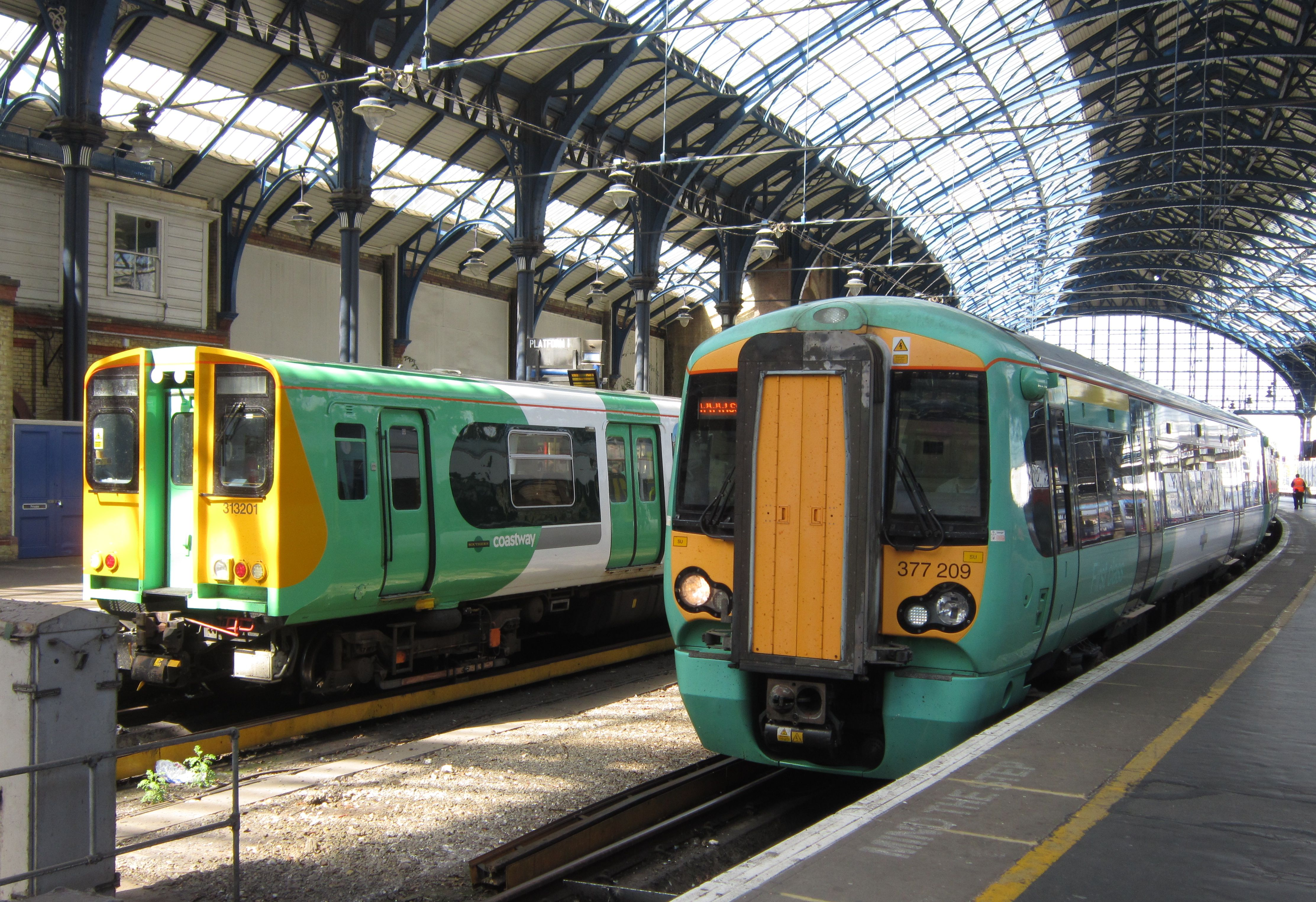
313形と377形 （ブライトン駅）

サザンの運行路線図

サザン（Southern）は、かつて存在したイギリスの列車運行会社である。イングランド中南部に運行網を有し、ゴー・アヘッド・グループ（Go-Ahead Group）とケオリス（Keolis）の合弁企業であるゴヴィアの子会社として2001年8月より「サウス・セントラル」として運行を開始した。2004年に「サザン」へのブランド変更が行われ、2008年6月からはガトウィック・エクスプレスの運行も担当するようになった。2015年7月25日の営業権満了により運行はゴヴィア・テムズリンク・レールウェイ（2014年発足）に統合されたが、サザンとガトウィック・エクスプレスの名称はサブブランド名として存続している。
ロンドン中心部のロンドン・ブリッジ駅とロンドン・ヴィクトリア駅をターミナル駅とし、ロンドン南部やサセックスを結ぶ通勤輸送、およびハンプシャー、ケント、サリーにおける地域輸送を担っていた。また、クロイドンからウェスト・ロンドン線経由でロンドン北部のミルトン・キーンズまで乗り入れる運用も設定されていた。

## 歴史
イギリス国鉄の民営化後、イングランド中南部の鉄道網は1996年5月26日よりコネックス・サウス・セントラルが2003年まで7年間の営業権を獲得して運行していたが、経営不振とサービス悪化が原因で2001年に経営権を剥奪された。その後はゴヴィア社が残り2年間の営業権を獲得し、2001年8月26日より「サウス・セントラル」の名称で列車運行が開始された。2003年の営業権満了後も入札により継続して営業権が与えられ、2004年5月には1947年まで存在したサザン鉄道の社名に由来する「サザン」にブランド名が変更された。
2008年にはガトウィック空港へのアクセス列車であるガトウィック・エクスプレスの運行を行うようになり、従来の空港アクセスに加えてラッシュ時にブライトンまで延長運転する列車が設定された。ガトウィック・エクスプレスは営業権自体が統合されることになり、サザンの営業権の満了も2009年9月に前倒しされたが、入札によりサザンの営業権延長が決定された。
2015年7月をもってサザンによる列車運行は終了となり、営業権はゴヴィア・テムズリンク・レールウェイに統合された。なお、サザンの名称はサブブランド名として残されている。

## 車両
営業終了時点での使用車両
- 73形
- 171形
- 313形
- 377形
- 455形
- 387/2形

過去の車両
- 205形（3H）
- 207形（3D）
- 319形
- 350形「デジロ」
- 421形（4Cig）
- 423形（4Vep）

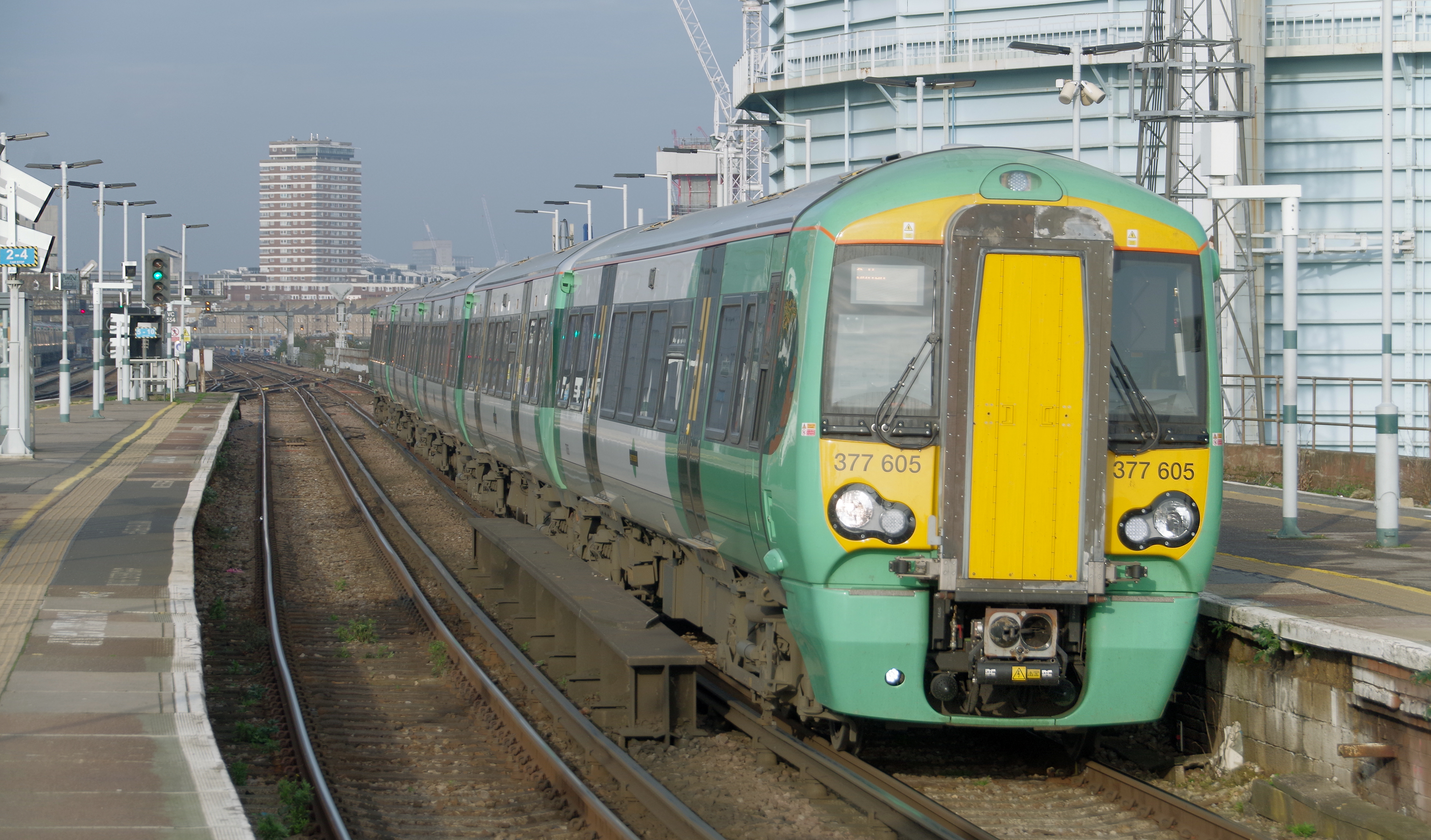
377形

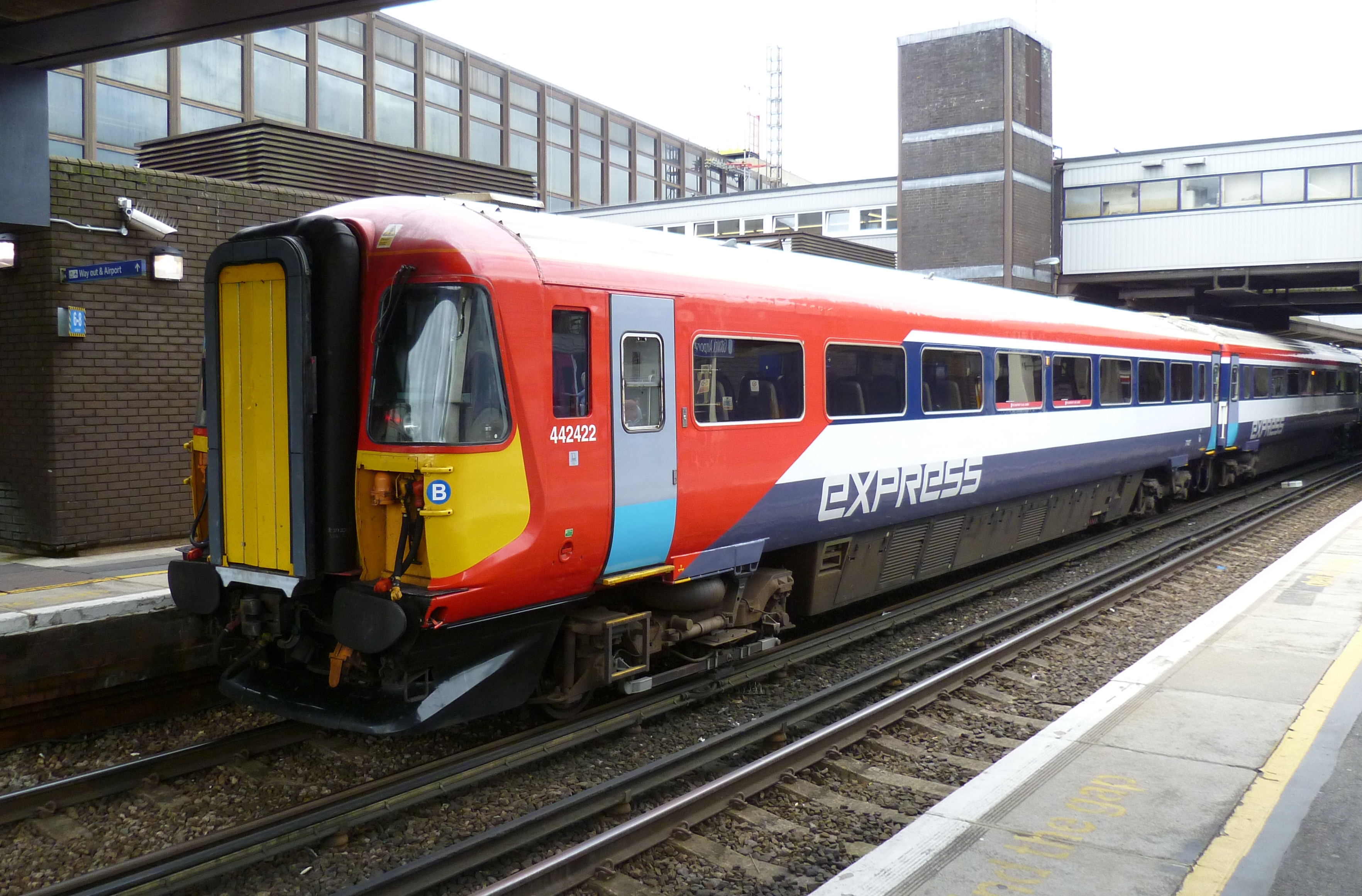
442形

- 442形 (5Wes) 「ウェセックス・エレクトリック」
- 456形
- 460形（8Gat）「ジュニパー」